# 多姆冰原島峰
77°1′S 161°27′E / 77.017°S 161.450°E
多姆冰原島峰（英語：Dome Nunatak），是南極洲的冰原島峰，位於維多利亞地的斯科特海岸，處於蘇斯山西北面7公里，海拔高度990米，由英國探險隊命名和繪入地圖，現時由南極條約體系管理。